# 夢路いとし
夢路 いとし（ゆめじ いとし、1925年〈大正14年〉3月27日 - 2003年〈平成15年〉9月25日）は、日本の漫才師。実弟である相方・喜味こいしとの漫才コンビ「夢路いとし・喜味こいし」で上方演芸界にその名で知られる。本名は篠原 博信（しのはら ひろのぶ）。

## 来歴・生涯
神奈川県横浜市鶴見区出身。上方漫才界を代表する人物であるのに横浜出身とされているのは、一家が旅回りの芸人一家であったため、たまたま横浜で生を受けたという事情によるものである。横浜以外にも、全国津々浦々の地を少年時代からまわっていた。
1937年に上方漫才の荒川芳丸に入門。1940年に吉本興業からデビュー、当時のコンビ名は「荒川芳博・芳坊」（「夢路いとし・喜味こいし」に改名する前に一時父親の姓「山田」を使い「山田博・勲」を名乗っていた。“篠原”は母親の姓）。それからは全国各地にあった吉本が運営する寄席（ミナミの南陽館など）で稽古を積む。
戦後、秋田實が主宰する宝塚新芸座に参加。1948年に「夢路いとし・喜味こいし」（当初は「夢路いと志・喜味こい志」）に改名。その後は上方演芸から東宝芸能関西（のち、大宝芸能から大宝企画に改称）に所属。道頓堀角座、梅田トップホットシアター、演芸の浪花座に定期的に出演していた。
上方漫才の第一人者として50年余の長きに渡り第一線で活躍。二人の漫才は後輩芸人たちにとっても色々な意味で鑑であり、「老境に入れば、『いと・こい先生』のような漫才をやりたい」と述べる者も少なくない。
芸名を改名するに当たって、この「いとし・こいし」という芸名を芳博が考え、じゃんけんでどちらの芸名を取るか決めた。そして芳博がいとしの芸名を付けることにしたが、「屋号=苗字がいるだろう」ということで、芳博=いとしは「月丘夢路（女優）のファンだから」ということで「夢路いとし」という芸名にしたという経緯がある。「がっちり買いまショウ」の司会でも有名で、「10万円7万円5万円、運命の分かれ道」などの早口芸や顔芸などもやっていた。
「ぼくたちは常にナンバー2」がモットー。時代・世相を柔軟に取り入れることができ、特にいとしについては、年齢にふさわしい自然なボケを展開していた。肩の力の抜けた「ボケ」味は年輪を重ねるごとにその面白みを増し、（本当に老人性のボケか?と思わせておいてきれいに切り返してしまう、というネタも晩年にはよく披露していた）また口を小刻みに動かすという特技があり、それを漫才の中に取り入れる事もあり、観客の年齢層関係なく笑いの渦に巻き込んでいた。決してダイラケのような奇想天外なネタではなかったが、ひょうひょうとした味わいは何物にも代えがたく、おかしみを誘うものであった。よく弟のこいしの嫁に対して普通に聞けばトンでもない暴言のボケを連発しており、弟こいしのツッコミのやり取りで爆笑させていた。
| 話者   | 台詞                                                          | 話者   |
| ------ | ------------------------------------------------------------- | ------ |
| いとし | ボク、こないだ単車買いましてん。                              |        |
|        | ほうほう。                                                    | こいし |
| いとし | あれは便利なもんですな。                                      |        |
|        | そうやねえ、なんちゅうても小回りが利く。                      | こいし |
| いとし | こないだも御堂筋を甘い～甘い～いうて、そら楽やったで。        |        |
|        | ちょっと待て、甘い甘いてどんな単車や。                        | こいし |
| いとし | ん？甘い～甘い～っちゅうて…あ！スイ～っとスイ～っとやったわ。 |        |
|        | アホか！                                                      | こいし |

関西の芸界の象徴的存在として、こいしと共に「いとこい先生」と呼ばれ、中田カウス・ボタン、オール阪神・巨人など後輩・同業者から多くの尊敬を集めていた。
- ダウンタウンの浜田雅功は、志村けんとの対談で「ダウンタウンとして最後は漫才をやりたい。いとこいさんのように頑張りたい」と発言した。
- 大平サブローは、一番尊敬する漫才コンビとして夢路いとし・喜味こいしを挙げており、夢路いとしのものまねが得意である。
- 中川家は、同じ兄弟漫才師の先輩として「いとこい先生を目指す」と語っている。また、夢路いとし・喜味こいしのものまねをする事がある。
- ビーグル38は、「あらびき団」で老人漫才という設定の「いとこい先生」インスパイア的なものまねネタ（ほぼこいし師匠だけ）を数回演じている。

また、関東の芸人からも多くの尊敬を集めている。
- ビートたけしは、いとしこいしが自身の番組にゲストで出演した際「いとこい師匠は自分が駆け出しの頃から雲の上の人。同じ舞台に上がるのはおこがましい」と発言している。
- 志村けんも「同じネタを何度見ても面白いのは凄い。間とタイミングが真似できない」と絶賛した。
- 爆笑問題は、掴みネタや客いじりなど一切なしの本ネタだけのスタイルを「芸人として格好いい」と絶賛している。

1995年に紫綬褒章、1998年秋には勲四等旭日小綬章をそれぞれ受章。1999年11月には大阪市指定無形文化財に指定。
2003年9月25日0時35分、自然気胸と肺炎を併発し、兵庫県内の病院で永眠。78歳没。5日後の30日にフジテレビ系で放送された『爆笑そっくりものまね紅白歌合戦スペシャル』では、中川家によるいとしこいしのまねと、松居直美による杉田かおるの歌まね（『鳥の詩』を歌いその後に本人が登場）との対決が放映される予定だったが、いとしの逝去に伴い、中川家のまねはもとより対戦相手の松居の歌まねもお蔵入りとなった（松居のものまねと杉田の登場シーンは、約2年後の2005年7月11日に『HEY!HEY!HEY! MUSIC CHAMP』の中で、杉田かおる秘蔵映像として放送された）。
例外を除いて殆ど弟子を取っていない、唯一の弟子は吉本新喜劇の役者である桑原和男で、原アチ朗・コチ朗という漫才コンビを組んでいた。娘は宝塚歌劇団の麻泉沙里。
毒舌家として知られる上岡龍太郎は、「楽屋でいとこい先生が怒ってはったら、理由を聞かんでも怒られている方が悪い」と語っている。

## 出演

### テレビドラマ
- ハイ!次の方（1964年、読売テレビ）
- エプロンおばさん 第2期（日本テレビ）
  - 第16話「温泉日記の巻」（1967年）
  - 第17話「続・温泉日記の巻」（1967年）
- 水戸黄門 （TBS / C.A.L）
  - 第1部 第17話「人情喧嘩そば -岡山-」（1969年11月24日）- 京呉服屋 役
  - 第9部 第5話「黄門様のそっくりさん -仙台-」（1978年9月4日） - 甚兵衛 役
  - 第10部 第15話「京の都の悪退治 -京-」（1979年11月19日） - 茶店の主人 役
  - 第12部 第11話「献上塩昆布にかけた意地 -大坂-」（1981年11月9日） - 商人 役
  - 第14部 第37話「野望を断った天下の名刀 -高松-」（1984年7月9日） - 茶屋亭主 役
  - 第16部 第28話「娘を救った偽黄門 -弘前-」（1986年11月3日） - 笹屋七兵衛 役
- 河内まんだら（1977年、NHK） - 世話人 役
- 雪姫隠密道中記 第3話「狸の又平 槍の仇討 - 唐津 -」（1980年、毎日放送）- 平助 役
- 新・松平右近 第9話「涙に消えた母の影」（1983年、日本テレビ）- 座頭 役
- 大岡越前 第9部 第4話「襲われた御用金」（1985年11月18日、TBS / C.A.L） - 大家 役
- 土曜ドラマ（NHK）
  - 大阪ドン・キホーテ（1981年） - 管理人 役
- いのち草（1990年、読売テレビ『朝の連続ドラマ』）
- 裸の大将（関西テレビ）
  - 第10話「天狗の鼻は高いので」 - 光峰
  - 第46話「清と獅子舞てんてこ舞」（1991年） - 若狭一郎 役（漫才の師匠） ※喜味こいしと演じた
- 連続テレビ小説（NHK）
  - ぴあの（1994年）
  - ふたりっ子（1996年） - 梅屋音吉 役
  - オードリー（2000年） - 村木六兵衛 役
  - てるてる家族（2003年） - 梅田スケートリンクの貸し靴屋 役[3]
- 古畑任三郎2nd Season 第7話「動機の鑑定」（1996年、フジテレビ） - 川北百漢 役
- 終のすみか（1999年、NHK『NHKドラマ館』） - 桜井源太郎 役
- 武蔵 MUSASHI（2003年、NHK大河ドラマ） - 祐筆 役

### 映画
- 侍富士を走る　（1963年）
- 第三の悪名（1963年）
- ガキ帝国　（1981年）
- 巣立ちのとき　教育は死なず　（1981年）
- 夢見通りの人々　（1989年）

### 広告
- オリエンタル「マースカレー」（兄弟で出演）
- KINCHO「ムカデキンチョール」「コックローチS」ほか殺虫剤全般（兄弟で出演）
- カルビー「かっぱえびせん」（兄弟で声の出演）
- なとり「君恋し」（兄弟で出演）

### その他
- 横浜博覧会・横浜館「ワンダーシップ号の冒険」（メインショー映像）写真館の店主役（1989年）－こいしも店主のアシスタント役で出演。